# Pinus sabiniana
Espèce
Classification phylogénétique
Statut de conservation UICN

 LC  : Préoccupation mineure
Pinus sabiniana ou Pin gris de Californie est une espèce végétale de la famille des Pinaceae. Ce pin a son aire de distribution naturelle en Californie.